# Свята Ісландії

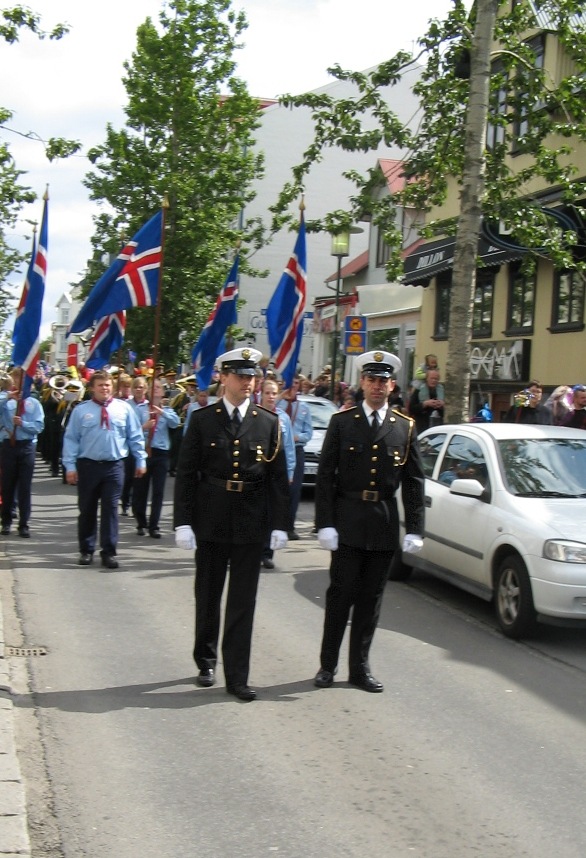
Святкування Дня Незалежності, 2007

Це список свят Ісландії. Змінні дати станом на 2016 рік.
- 1 січня — Новий рік / Nýársdagur
- 24 березня — Великий четвер (перехідне свято) / Skírdagur
- 25 березня — Страсна п'ятниця (перехідне свято) / Föstudagurinn langi
- 27 березня — Великдень  (перехідне свято) / Páskadagur
- 28 березня — Пасхальний понеділок (перехідне свято) / Annar í páskum
- 21 квітня — Перший день літа / Sumardagurinn fyrsti
- 1 травня — День праці / Verkalýðsdagurinn
- 5 травня — Вознесіння (перехідне свято) / Uppstigningardagur
- 15 Травень — П'ятидесятниця  (перехідне свято) / Hvítasunnudagur
- 16 Травень — Трійця (перехідне свято) / Annar í hvítasunnu
- 17 червня — День незалежності / Þjóðhátíðardagurinn
- 1 серпня — День торгівлі / Frídagur verslunarmanna
- 24 грудня — Святвечір / Aðfangadagur
- 25 грудня — Різдво / Jóladagur
- 26 грудня — День подарунків / Annar í jólum
- Гру 31 — Новорічна ніч / Gamlársdagur